# 吉崎隆
吉崎 隆（よしざき たかし、1956年3月9日 - 2024年1月12日）は、元TBSプロデューサー、TBSビジョン取締役。TBS在籍時は情報制作局情報センター長兼同センター所属の制作チーフプロデューサー、2008年3月14日から2009年11月3日までは、TBS編成制作本部副本部長、TBSテレビ編成局長、2009年11月4日から社長室付局長、2010年5月12日から情報制作局長、2012年4月1日より7月29日までは執行役員制作局長を務めた。病気療養のため、制作局長の職は7月30日付で制作担当常務の信国一朗（現在：テレビユー福島顧問）が引き継ぎ、2014年3月31日まで執行役員制作局付となった。2014年4月1日からの休養期間中は制作局担当局長となり、2016年3月末でTBSを定年退職した。
長男はインディーズバンド「GOODWARP」のボーカル・吉崎拓也。

## 略歴等
- 兵庫県神戸市出身。早稲田大学理工学部卒業。
- 1980年TBS（現在：東京放送ホールディングス）に入社後、報道局社会部に配属され報道記者となる。その後も社会情報局（現在：情報制作局）や報道局に所属して報道番組を制作。「筑紫哲也ニュース23」や「スペースJ」を立ち上げる。2004年から制作局へ移り、情報番組やドキュメンタリー番組を制作。
- 1990年代前半、当時カルト教団として話題になっていたオウム真理教とも深いパイプを持っていたため、「スペースJ」ではオウム報道で他局に先駆けたスクープを連発し高視聴率を続けていたが、報道プロデューサーだった吉崎とオウムの取材取引がTBSビデオ問題の遠因となり吉崎自身も降格処分となり、担当していた「スペースJ」も整理番組の対象となり打ち切りになってしまった。
- 「みのもんたの朝ズバッ!」において、不二家の元工場職員を名乗る者の証言から廃棄用のチョコレートを回収し溶かして再利用していたという報道内容が、放送倫理・番組向上機構（BPO）から「捏造の疑いがある」として指摘された。（→詳細はTBS不二家捏造報道問題を参照）
- 「朝ズバッ!」と同じく製作総指揮を担当していた「ピンポン!」でも、関東アマチュア選手権ゴルフ大会へ出場するアマチュアゴルフ選手石川遼をめぐって、担当の男性ディレクターが同伴競技者や関東ゴルフ連盟(KGA)へ謝礼を渡して盗聴するよう依頼していた事が発覚（いずれも相手に断られたため未遂に終わった）して大きな非難を浴びた。（→詳細はピンポン!#不祥事を参照）
- 長きに渡り「TBSの不毛地帯」と揶揄されてきた朝の情報帯番組の立て直しに成功した事が上層部より評価され、2008年に編成局長に抜擢された。しかし、吉崎は入社以来報道番組を中心とした制作畑一筋で編成部門が未経験であった事が災いし、直後の改編で人気番組も次々と放送日や放送時間を変えてしまいこれら既存の人気番組の視聴率も大幅に低下させてしまった。更に1週間の編成も自身の得意分野である報道・情報番組に偏ってしまい、帯番組がお昼や夜のゴールデン帯に乱発する事態となった上、「総力報道!THE NEWS」も低視聴率となり、結果視聴率4部門（ゴールデンタイム・プライムタイム・全日・ノンプライム）全てを大幅に悪化させてしまった。年間平均視聴率も4部門全てで万年4位であったテレビ朝日にまで抜かれてしまい、任期途中の2009年11月4日付で編成局長の職を解任され、社長室付局長（関連会社出向待ちの待機ポスト）へと更迭された。
- TBSでは過去に社長室付や人事局付になった者はそのまま関連会社への出向（左遷）となっていたが、翌年の5月12日に情報制作局長として現場に返り咲くという異例の人事異動となった。
- 編成局長時代にはNHKの「日本の、これから」（第23回放送「テレビの、これから」）にTBS代表として出演した。
- 2011年6月にTBSビジョン取締役（非常勤）に選任され、TBSテレビ情報制作局長の職と兼務となった[4]。
- 2012年3月15日のTBSHD取締役会でTBSテレビの執行役員に選任され、同年4月に編成制作局が編成局・制作局へと再分割されるのに伴い新設された制作局長に就任[5]。今回の異動により情報制作局長の職は西崎裕文が引き継ぎ、新設ポストの編成局長には吉崎の編成局長時代の部下（編成部長）だった佐々木卓が就任した。
- 2012年6月にはTBSHDの連結子会社である日音の取締役（非常勤）にも選任されたが、同月下旬に事故で大病を患ったため、翌月の下旬にTBSテレビ制作局長の職を上司の信国一朗常務に引き継いで長期休職に入った。
- 2013年6月20日付で日音取締役を退任した[6]。
- 2014年3月31日付でTBSテレビ執行役員を退任し[7]、同年4月1日付で制作局担当局長に降格となった[8]。
- 2016年3月31日付でTBSを定年退職。同日に同僚たちの手で「吉崎さんを送る会」が執り行われたが、吉崎は前述の事故による後遺症で身体に障害を持ったため、車椅子で参加した。同会にはかつて仕事を共にしたみのもんたや関口宏、岸井成格、マツコ・デラックスらも駆け付けた[9]。
- 2024年1月12日午後7時5分、肺がんによる右下咽頭腫瘤のため神奈川県川崎市内の病院で死去[10]。67歳没。

## 過去の担当番組
- みのもんたの朝ズバッ!
- ピンポン!
- バース・デイ
- 関口宏の“歴史は繰り返す”
- 報道スクープ決定版
- テレポートTBS6
- JNN報道特集
- 筑紫哲也ニュース23
- スペースJ
- サンデーモーニング
- ウォッチ!
- 2時ピタッ!